# Abdagaeses (Pàrtia)
Abdagaeses o Abdagases (segle i) fou un oficial de la cort de Pàrtia que va ajudar a Tiridates a pujar al tron. L'any 36 el rei Artaban III fou forçat per la noblesa a deixar el tron de Pàrtia i el pro romà Tiridates, net de Fraates III, fou posat al tron.
Segons Tàcit, Abdagaeses tenia dominat a Tiridates i li va impedir visitar les diverses i turbulentes tribus de Pàrtia, política que va portar a aquests clans a unir-se contra el rei i causar una guerra civil. En realitat Artaban III va fugir a Hircània i va reunir les tribus escites amb el suport de les quals va recuperar el poder l'any 37. Abdagaseses li va suggerir retirar-se a Mesopotàmia per aprofitar els avantatges dels dos grans rius, però els parts van considerar-ho una covardia del rei i el van abandonar; es diu també que les costums romanes del rei li havien fet perdre suport popular. La sort final d'Abdagaeses és desconeguda.